# Fábio Sabag
Fábio Sabag (* 19. November 1931 als Fadolo Sabag in Bariri, São Paulo; † 31. Dezember 2008 in Rio de Janeiro) war ein brasilianischer Schauspieler und Fernsehregisseur.

## Leben
Fábio Sabag wirkte als Schauspieler in über 60 Filmen mit und führte bei 20 Filmen, fast ausnahmslos für das Fernsehen produziert, Regie. Große Beliebtheit erlangte er bei den brasilianischen Zuschauern mit seinen Soap Operas, darunter den Telenovelas Pecado Capital (1998), Kubanacan (2003) und La luna me dijo (2005). 
Er erlag im Alter von 77 Jahren in Rio de Janeiro einem Krebsleiden.

## Filmografie (Auswahl)
- 1979: Piranhas II – Die Rache der Killerfische (Killer Fish)
- 2006: O Veneno da Madrugada